# 16S рРНК

Модель малой субъединицы рибосомы Thermus thermophilus. РНК показана оранжевым, белок — фиолетовым.

16S рРНК — один из трёх основных типов рРНК, образующих основу рибосом прокариот. Цифры в названии рРНК равны значению константы седиментации. Соответственно, для данной молекулы это значение равно 16S (единиц Сведберга). Всего в прокариотических микроорганизмах обнаружено три типа рРНК: 23S и 5S в большой субъединице рибосомы (50S), 16S в малой субъединице рибосомы (30S). Эукариотическим аналогом 16S рРНК является 18S рРНК.
К настоящему времени изучены последовательности нуклеотидов в 16S рРНК и 18S рРНК для более чем 400 видов из разных царств живой природы. Последовательность гена 16S рРНК главным образом используется в исследовании филогенетики бактерий и архей. С 2010 года был запущен проект «Микробиом Земли», объединяющий исследования по этой теме. Также последовательность гена 16S рРНК применяется для медицинских исследований патогенных бактерий.

## История открытия
Впервые 16S рРНК была выделена Айзенбергом и Литауром в 1959 г в ходе проведения экспериментов по выделению и изучению физических свойств РНК Escherichia coli. На основании сравнения вязкости растворов РНК и ДНК они предположили, что РНК является одноцепочечной молекулой. При разделении молекул РНК, выделенных из клеток бактерий, были обнаружены две фракции РНК, различающиеся по значениям коэффициентов седиментации. Для более лёгкой фракции коэффициент был равен 16S, а для более тяжёлой — 25S. 
Далее в 1960-х годах А. Белозёрским и А. Спириным было установлено, что на долю рРНК приходится 80—90 % всей РНК клетки. Также они впервые описали разницу в строении и составе рРНК в прокариотических и эукариотитиеских организмах. Обнаружение в митохондриях и хлоропластах рибосом и рРНК прокариотического типа стало одним из доказательств теории симбиогенеза.

## Структура

### Первичная структура
Первичная структура 16S рРНК представлена одноцепочечной последовательностью, состоящей из 1600 рибонуклеотидов. На протяжении всей последовательности равномерно расположены консервативные для многих видов и гипервариабельные участки. Консервативными называются участки, последовательности которых различаются незначительно или вообще не различаются у рассматриваемых организмов. Гипервариабельными называют те участки, последовательности которых сильно различаются у далёких организмов, но у близкородственных имеют некоторый процент сходства.
Ген 16S рРНК содержит девять гипервариабельных участков, обозначаемых V1 — V9. Каждый участок имеет длину от 30 до 100 пар оснований. Эти участки вовлечены в образование вторичной структуры малой субъединицы рибосомы. Между гипервариабельными областями ген 16S рРНК содержит высоко консервативные последовательности. Степень консервативности гипервариабельных участков не одинакова — показано, что последовательности более консервативных участков сходны у организмов на уровне таксонов высоких рангов, а менее консервативные — на уровне низких таксономических рангов таких, как роды и виды.

### Вторичная структура

Вторичная структура 16S рРНК. На рисунке буквами (согласно ИЮПАК) показаны консервативные нуклеотиды для всех прокариот, звёздочками — нуклеотиды, консервативные для бактерий или архей. Все остальные нуклеотиды показаны точками. Domain I соответствует 5′-концевому домену, Domain II — центральному, Domain III — большому 3′-концевому домену, Domain IV — малому 3′-концевому домену

Во вторичной структуре 16S рРНК можно выделить 4 хорошо различимых домена (подобно домену белка, домен РНК является стабильной, самостоятельно собирающейся структурой молекулы): 5′-домен (остатки 1—556), центральный (остатки 564—912) и два домена на 3′-конце (большой домен 926—1391 и малый домен 1392—1542). Различные домены отделены друг от друга с помощью спиралей, которые на конце имеют РНК-шпильки. Также вторичная структура 16S рРНК содержит 5′- и 3′-неспаренные основания, которые образуют петли. Предполагается, что эти основания могут участвовать в формировании третичной структуры 16S рРНК, соединяясь с помощью водородных связей не по каноническому Уотсон-Криковскому связыванию оснований.

## Функции 16S РНК
Для 16S рРНК описаны следующие функции:
- Как и 23S рРНК, 16S рРНК играет структурную роль, выступая в качестве каркаса, определяющего положение рибосомальных белков;
- 3′-конец содержит последовательность анти-Шайна-Дальгарно, с помощью которой 16S рРНК связывается с мРНК;
- 3′-конец связывается с факторами, участвующими в инициации трансляции (S1 и S21)[12];
- 16S рРНК взаимодействует с 23S рРНК, способствуя связыванию большой и малой рибосомальных субъединиц (50S и 30S);
- Стабилизирует правильное спаривание кодона и антикодона в А-сайте большой субъединицы рибосомы, посредством образования водородной связи между атомом азота (N1) 1492 или 1493 остатка аденина и группой 2’OH основной цепи мРНК[11].

## Биосинтез 16S рРНК
Все три прокариотические гена рРНК (16S, 23S и 5S) находятся в ко-транскрибируемом опероне и разделены генами тРНК и спейсерными последовательностями. Во время процессинга первичного транскрипта, осуществляемого эндонуклеазами, удаляются спейсерные последовательности и в качестве продукта появляются интермедиаты, а в конечном итоге созревшие РНК.
16S рРНК является компонентом малой субъединицы рибосомы и играет важную роль в декодировании мРНК. Предшественником рРНК является 17S рРНК, которая высвобождается из первичного транскрипта нуклеазой РНКазой III. Дальнейший процессинг 5′-конца осуществляется РНКазами E и G. Как происходит процессинг 3′-конца, на данный момент остаётся неясно.

## Применение 16S рРНК

### Филогенетические исследования
Последовательность 16S рРНК представлена девятью гипервариабельными участками и разделяющими их консервативными последовательностями. Благодаря этим особенностям первичной структуры было предложено использовать ген 16S рРНК для филогенетических исследований. Первым учёным, применившим 16S рРНК для установления родственных связей между группами бактерий, был Карл Вёзе. Он предположил, что ген 16S рРНК может быть использован в качестве надёжных молекулярных часов, так как было установлено, что 16S рРНК из эволюционно далёких видов бактерий имеют сходные участки последовательности и функции.
Итак, гипервариабельные области позволяют отличать разные виды друг от друга, а наличие высоко консервативных участков позволяет создавать универсальные праймеры, которые можно применять для исследования бактерий и архей, вне зависимости от их таксономической принадлежности. Первая пара универсальных праймеров, получившая широкое распространение, разработана Вайзбургом и др.
Стоит также отметить, что выбранная область отжига праймеров настолько консервативна, что универсальные праймеры можно использовать для амплификации 16S рРНК митохондрий и хлоропластов — потомков альфа-протеобактерий и цианобактерий соответственно.
Методы секвенирования с универсальными праймерами применяются в медицинской микробиологии как быстрая и дешёвая альтернатива морфологическому способу идентификации бактерий, который требует большого числа манипуляций, в том числе нередко необходимо продолжительное время культивировать потенциальный патоген в лабораторных условиях. Кроме того секвенирование даёт более надёжные результаты. В этой отрасли применяются определённые гипервариабельные участки: например, участок V3 лучше всего показывает себя при идентификации родов патогенов, а V6 для идентификации видов.

### Микробиом Земли
В 2010 году был запущен проект «Микробиом Земли», который поставил перед собой амбициозную задачу — создание глобального каталога биоразнообразия некультивируемых микроорганизмов нашей планеты, то есть таких, которые трудно выращиваются и поддерживаются в лабораторных условиях. В ходе данного широкомасштабного исследования планируется проанализировать микробные сообщества из более чем 200 000 проб окружающей среды, предоставленных лабораториями со всего мира. Для определения таксономической принадлежности микроорганизмов в образцах используют последовательности генов 16S рРНК. Из собранных образцов выделяют ДНК, а затем проводится ПЦР с праймерами на 16S рРНК. Полученные в ходе ПЦР ампликоны секвенируют. В подобного рода исследованиях могут использоваться технологии секвенирования Illumina, Ion Torrent, возможно использование и других платформ. Как правило, полные последовательности интересующих гипервариабельных участков могут быть получены после одного акта секвенирования. В рамках проекта на данный момент проанализировано более 30 000 образцов.
В таких исследованиях с особой тщательностью подходят к выбору праймеров и амплифицируемого фрагмента. Основными критериями являются полный охват исследуемых организмов (в данном случае это археи и бактерии) и филогенетическая разрешающая способность последовательности, то есть то, насколько детально возможно определить таксономическую принадлежность организма по последовательности.
В проекте «Микробиом Земли» для классификации микроорганизмов используют гипервариабельные области V4 и V4-V5, так как эти участки считаются оптимальными для классификации микробных сообществ. Праймеры для ПЦР этих фрагментов представляют собой улучшенный вариант использовавшихся ранее праймеров 515F, 907R и 806R. Улучшение старой версии праймеров потребовалось для возможности получения ампликонов большей длины, что позволило лучше определять организмы из групп Crenarachaeota/Thaumarchaeota, точную классификацию которых ранее определить не удавалось.
| Амплифицируемая область | Название праймера | Последовательность праймера (5′-3′) |
| ----------------------- | ----------------- | ----------------------------------- |
| V4                      | 515F              | GTG YCA GCM GCC GCG GTA A           |
| V4                      | 806R              | GGA CTA CHV GGG TWT CTA AT          |
| V4-V5                   | 515F              | GTG YCA GCM GCC GCG GTA A           |
| V4-V5                   | 926R              | CCG YCA ATT YMT TTR AGT TT          |
| V4-V5                   | 907R              | CCG TCA ATT CCT TTG AGT TT          |

### Реклассификация на основе 16S рРНК
С накоплением большого числа данных было обнаружено, что некоторые виды бактерий были неверно классифицированы по морфологическим признакам. На основании секвенирования 16S рРНК были выделены новые виды, в том числе те, которые не удавалось культивировать в лабораторных условиях, и даже роды. С появлением секвенирования третьего поколения во многих лабораториях стала возможна одновременная идентификация тысяч последовательностей 16S рРНК в течение нескольких часов, что позволяет проводить метагеномные исследования, например, исследования микрофлоры кишечника.

### Ограничения использования гена 16S рРНК для филогенетических исследований
Наравне с множеством плюсов, которые имеет описанный метод установление родственных связей между группами организмов (универсальность использования и относительная быстрота выполнения), есть и минусы. В частности, гипервариабельные участки почти не справляются с распознаванием близкородственных видов. Например, последовательности гена 16S рРНК у представителей семейств Enterobacteriaceae, Clostridiaceae и Peptostreptococcaceae схожи на 99 %. То есть гипервариабельный участок V4 может различаться всего на несколько нуклеотидов, что делает невозможным достоверное различие таксонов бактерий низкого ранга. Если ограничивать исследование таксономии бактерий анализом гипервариабельных участков 16S рРНК, можно ошибочно объединить близкородственные группы в один таксон и недооценить разнообразие исследуемой группы бактерий.
Более того, бактериальный геном может содержать несколько генов 16S рРНК, гипервариабельные участки V1, V2 и V6 которых представляют наибольшее внутривидовое разнообразие. Будучи не самым точным методом классификации видов бактерий, анализ гипервариабельных участков остаётся одним из самых используемых методов, применимым к исследованию бактериальных сообществ.
В свете допущения, что эволюцией движет вертикальный перенос генетического материала от предков к потомкам, гены 16S рРНК долгое время считались видоспецифичными и оттого весьма точными маркерами для определения родства между группами прокариот. Однако возрастающее число наблюдений позволяют предположить возможность горизонтального переноса этих генов. В дополнение к наблюдениям горизонтального переноса генов в природе были представлены экспериментальные доказательства этих событий. В исследовании использовался мутантный штамм Escherichia coli, лишённый собственного гена 16S рРНК. Однако наблюдалась сборка функциональной рибосомы с использованием 16S рРНК, заимствованной от неродственной E. coli бактерии. Подобная функциональная совместимость также наблюдалась у Thermus thermophilus. Более того, у T. thermophilus наблюдался как полный, так и частичный перенос гена. Частичный перенос выражался в спонтанном образовании, по-видимому, случайной химерной последовательности между геном бактерии-хозяина и чужеродным геном.
Итак, ген 16S рРНК мог эволюционировать несколькими путями, включая вертикальный и горизонтальный перенос генов. Частота последнего варианта может быть значительно выше, чем считалось ранее.

## Базы данных 16S рРНК
Полные последовательности генов 16S рРНК, как и многих других, собирают из чтений — определённых нуклеотидных последовательностей, полученных после секвенирования. Секвенирование проводится на платформе Illumina (длина чтений достигает 250 пар оснований); с использованием технологии секвенирования по Сэнгеру (длина чтений — до 1000 пар оснований); с использованием ионного полупроводникового секвенирования (длина чтений — до 200 пар оснований). Далее чтения сопоставляются с референсной последовательностью гена 16S рРНК, таким образом из множества чтений собирается полная последовательность гена.
Последовательности генов 16S рРНК определены для типовых штаммов бактерий и архей и собраны в открытые базы данных, таких как NCBI. Тем не менее, качество отсеквенированных последовательностей, содержащихся в подобных базах данных, часто не проверяется. В результате этого широко используются вторичные базы данных, содержащие только последовательности генов 16S рРНК. Наиболее часто используемые базы данных перечислены ниже.

### EzBioCloud
База данных EzBioCloud, ранее известная как EzTaxon, состоит из полной иерархической таксономической системы, содержащей 65 342 последовательности 16S рРНК бактерий и архей на февраль 2020. База данных EzBioCloud систематически курируется и регулярно обновляется. Кроме того, веб-сайт базы данных предоставляет биоинформатические инструменты, такие как калькулятор ANI, для выявления процента сходства двух последовательностей прокариотических геномов, инструмент для парного выравнивания двух последовательностей и многие другие.

### Ribosomal Database Project (RDP)
RDP — это курируемая база данных, предоставляющая информацию по последовательностям рРНК и сопутствующие программы и сервисы. Предлагаемый контент включает сгруппированные на основе филогении выравнивания рРНК, полученные на основе выравниваний филогенетические деревья, вторичные структуры рРНК и различные программы для визуализации и анализа информации для исследований генов рРНК. Большинство пакетов программ доступно для скачивания и локального использования.

### SILVA
SILVA является базой данных, содержащей проверяемый вручную и регулярно обновляемый набор выравниваний последовательностей рРНК малых субъединиц рибосом (16S/18S) и больших субъединиц рибосом (23S/28S), относящимся ко всем трём доменам жизни. Также на основе базы данных создан сервис для дизайна праймеров и построения филогенетических выравниваний.